# Trung Sơn, Yên Lập
Trung Sơn là một xã thuộc huyện Yên Lập, tỉnh Phú Thọ, Việt Nam. Là xã miền núi vùng cao đặc biệt khó khăn của huyện Yên Lập. Nằm cách trung tâm huyện Yên Lập 28 km về phía Tây Bắc; cách thành phố Việt Trì gần 100 km; toàn xã có tổng diện tích tự nhiên 9733,12 ha; chiếm gần 1/4 diện tích toàn huyện, có ranh giới phía Bắc giáp các xã Xuân An, Mỹ Lương (huyện Yên Lập); phía Nam giáp các xã Thu Cúc, Thạch Kiệt (huyện Tân Sơn); Phía Tây giáp các xã Nghĩa Tâm, Bình Thuận (huyện Văn Chấn - Yên Bái); phía Đông giáp các xã Xuân Viên, Xuân Thủy, Nga Hoàng, Thượng Long (huyện Yên Lập).